# Protestantyzm na Śląsku Cieszyńskim
Protestantyzm na Śląsku Cieszyńskim – przejawia się wyraźną obecnością Kościoła ewangelicko-augsburskiego, a także, w znacznie mniejszym stopniu, innych wyznań protestanckich na Śląsku Cieszyńskim, stanowi do dziś jeden z głównych czynników, wyróżniających ten region od innych, w większości katolickich regionów Polski i Czech. Protestanci stanowią znaczny procent ludności (od 10 do 50%) w takich miejscowościach Śląska Cieszyńskiego, jak Cieszyn, Skoczów, Ustroń, Goleszów i Hażlach. W Wiśle wszystkie denominacje protestanckie stanowiły w 2007 roku około 2/3 mieszkańców (spadek z poziomu 94,4% w 1900), co jest w Polsce zjawiskiem wyjątkowym, analogicznie w Czechach z większością ateistyczną. Procentowy udział ludności ewangelickiej ma jednak tendencję spadkową.
W Bielsku-Białej, na tzw. Bielskim Syjonie, znajduje się jedyny w Polsce pomnik Marcina Lutra.

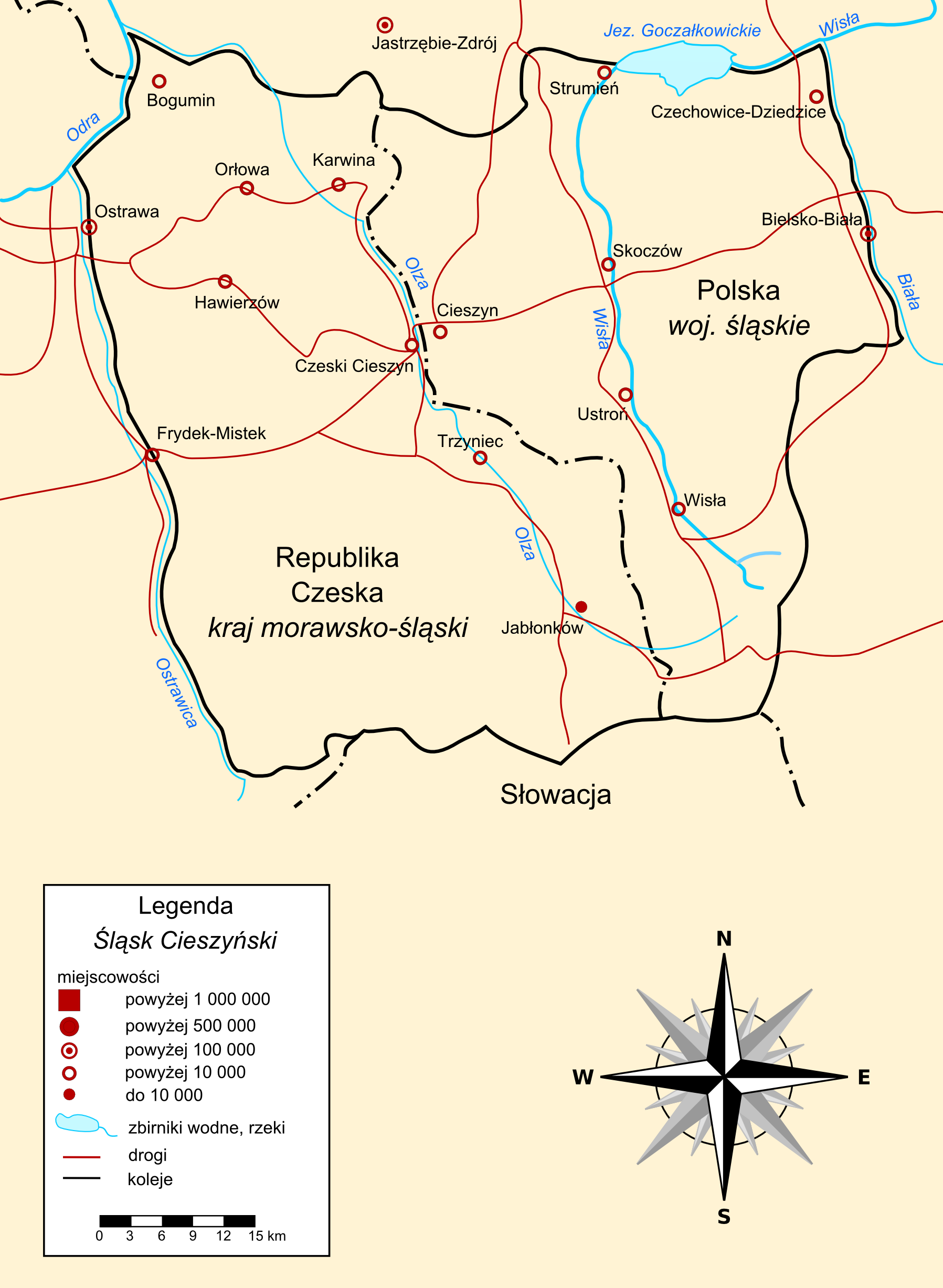
Śląsk Cieszyński

## Początki Reformacji
Możliwe, że nauki Marcina Lutra dotarły na Śląsk Cieszyński już w latach 20. XVI wieku wraz z najbardziej jego mobilnymi mieszkańcami, kupcami. Jednakowoż za rządów Kazimierza II (do 1528) oraz regencji Anny Hohenzollern (1528–1539) i Jana z Pernsteinu (1528–1544) dominował w Księstwie Cieszyńskim katolicyzm. Po objęciu samodzielnej władzy przez księcia Wacława III Adama około 1545 rozpoczęła się akcja reformacyjna w jego włościach. Tu luterański program „taniego i dostępnego dla wszystkich” Kościoła (czyli zwolnienie z wielu obowiązkowych podatków i świadczeń) został życzliwie przyjęty przez miejscową szlachtę, mieszczan i chłopów. Dawniej oceniano, że za jego panowania nawet 90% miejscowej ludności była ewangelikami (jak również prawie wszystkie kościoły), choć najnowsze badania wykazują, że reformacja nie odniosła tu aż tak dużego sukcesu. Wydany w 1568 Porządek kościelny ustalał zasady wiary i kultu ewangelickiego w księstwie. Ten porządek został poszerzony o artykuły dotyczące spraw organizacyjnych kościoła i spraw szkolnych i ponownie wydany w 1584 przez księżnę Sydonię Katarzynę.
W 1596 roku książę Adam Wacław, syn i następca Wacława III Adama, wydał dyplom (dokument) dla Jabłonkowa, w którym zobowiązał siebie i swoich następców, że nie będą w mieście wprowadzali innej religii, jak tylko ewangelicko-augsburską, ani nie będą ustanawiali w mieście duchowieństwa innego wyznania, lecz zachowają jego obywateli przy wierze luterańskiej. Analogiczny dyplom otrzymało od księcia w 1598 miasto Cieszyn. Podobne zobowiązania przyjęli na siebie panowie stanowi wobec miast Frysztat (w 1588 Mikołaj Cygan) i Bielsko (w 1587 Adam Schaffgotsch).

## Kontrreformacja
Rosnąca presja ze strony Habsburgów spowodowała, że syn księcia – Adam Wacław w 1610 powrócił do rzymskiego katolicyzmu. Nastała epoka rekatolicyzacji państwa, przerwana w czasie wojny trzydziestoletniej, kiedy Księstwo wielokrotnie było zajmowane przez wojska protestanckie. Po klęsce protestantów czeskich w bitwie na Białej Górze sytuacja protestantów na Śląsku stała się dramatyczna; w 1629 księżna cieszyńska Elżbieta Lukrecja pozbawiła innowierców w mieście Cieszynie wszelkich praw, jednak to rozporządzenie nie było przestrzegane. Tym niemniej, zaczęto usuwać pastorów (m.in. Jerzy Trzanowski musiał wyjechać z Bielska). W 1652 w rękach katolików znajdowały się kościoły w miastach książęcych w Cieszynie, Jabłonkowie, Skoczowie i Strumieniu, ponadto właśnie odebrano kościoły protestantom w Bielsku i Frysztacie. Pośród kościołów wiejskich do katolików należały świątynie miejscowościach książęcych: Puńcowie, Bielowicku, Lipowcu, Grodźcu, Orłowej, kaplica w Pierśćcu; a z miejscowości szlacheckich w Czechowicach i Piotrowicach. Katolicy dominowali i posiadali kościoły we frydeckim państwie stanowym: Frydku, Dobrej, Skalicy, Bruzowicach i Siedliszczu. W rękach protestantów pozostawały niemal wszystkie pozostałe świątynie we wsiach szlacheckich.

### Pod rządami Habsburgów
Po śmierci księżnej Elżbiety w 1653, władzę nad księstwem przejęli Habsburgowie. Wzmożona akcja kontrreformacyjna rozpoczęła się w 1654, kiedy to 20 marca do Cieszyna przybyli dwaj komisarze cesarscy i jeden biskupi, tworząc specjalną komisję, która odebrała pozostałe w rękach ewangelików 49 kościołów i 1 kaplicę (przy czym nie wszystkie wymienione w 1652 jako będące w rękach ewangelików zostały w sprawozdaniu komisji wymienione). Odtąd posiadanie jakichkolwiek pism „heretyckich” stało się przestępstwem. Wobec innowierców Austriacy stosowali przemoc, konfiskaty i inne formy dyskryminacji. Wiele rodzin ewangelickich uciekło z Księstwa, pozostali praktykowali swoje wyznanie potajemnie, chowając w skrytkach Biblie i inne pisma religijne, a nabożeństwa odprawiając w tzw. leśnych kościołach, czyli odludnych i trudno dostępnych miejscach na stokach górskich (zachowało się kilka z nich, m.in. najbardziej znany na Równicy koło Ustronia, gdzie w dniu katolickiego święta Bożego Ciała odbywa się doroczne nabożeństwo i na Szymkowie k. Wisły).

### Łaska cesarska
Po zakończeniu wojny północnej luterański król szwedzki Karol XII w 1707 w Altranstädt upomniał się o swobody wyznaniowe dla śląskich protestantów. Cesarz Józef I, w wyniku dodatkowych negocjacji we Wrocławiu, wydał „reces egzekucyjny”, w którym zezwolił na wybudowanie 6 protestanckich tzw. „kościołów łaski” w pobliżu miast: Milicz, Kożuchów, Żagań, Kamienna Góra, Jelenia Góra i Cieszyn.

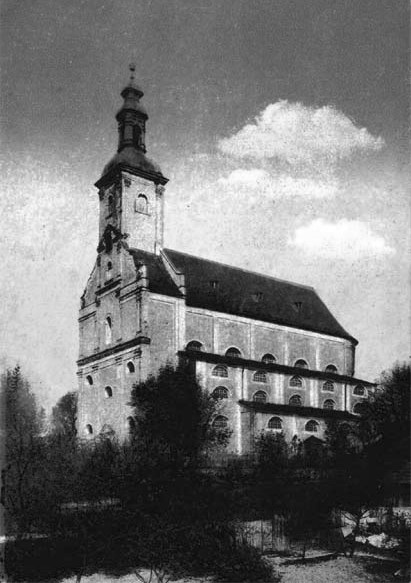
Kościół Jezusowy w Cieszynie

### „Kościół Łaski” w Cieszynie
24 maja 1709 wysłannik cesarza hrabia Jerzy Zinzendorf na terenie budowy przyszłej świątyni w Cieszynie, zatknął godło cesarskie, jako znak udzielonej łaski. Już 2 czerwca pierwsze publiczne nabożeństwo po okresie prześladowań odprawił w tym miejscu przybyły z Wołczyna pastor Jan Muthmann, który stał się organizatorem nowej parafii. Budowa kościoła, zwanego „Jezusowym” trwała kilkanaście lat (w miarę pozyskiwania środków ze zbiórek i darów z zagranicy), a w 1750, po uzyskaniu specjalnego zezwolenia, dobudowano wieżę. Był to jedyny kościół protestancki na Śląsku Cieszyńskim i w okolicach; z tego powodu jego ogromne wnętrze z piętrowymi emporami mogło pomieścić aż 6000 osób.

## Po zakończeniu kontrreformacji

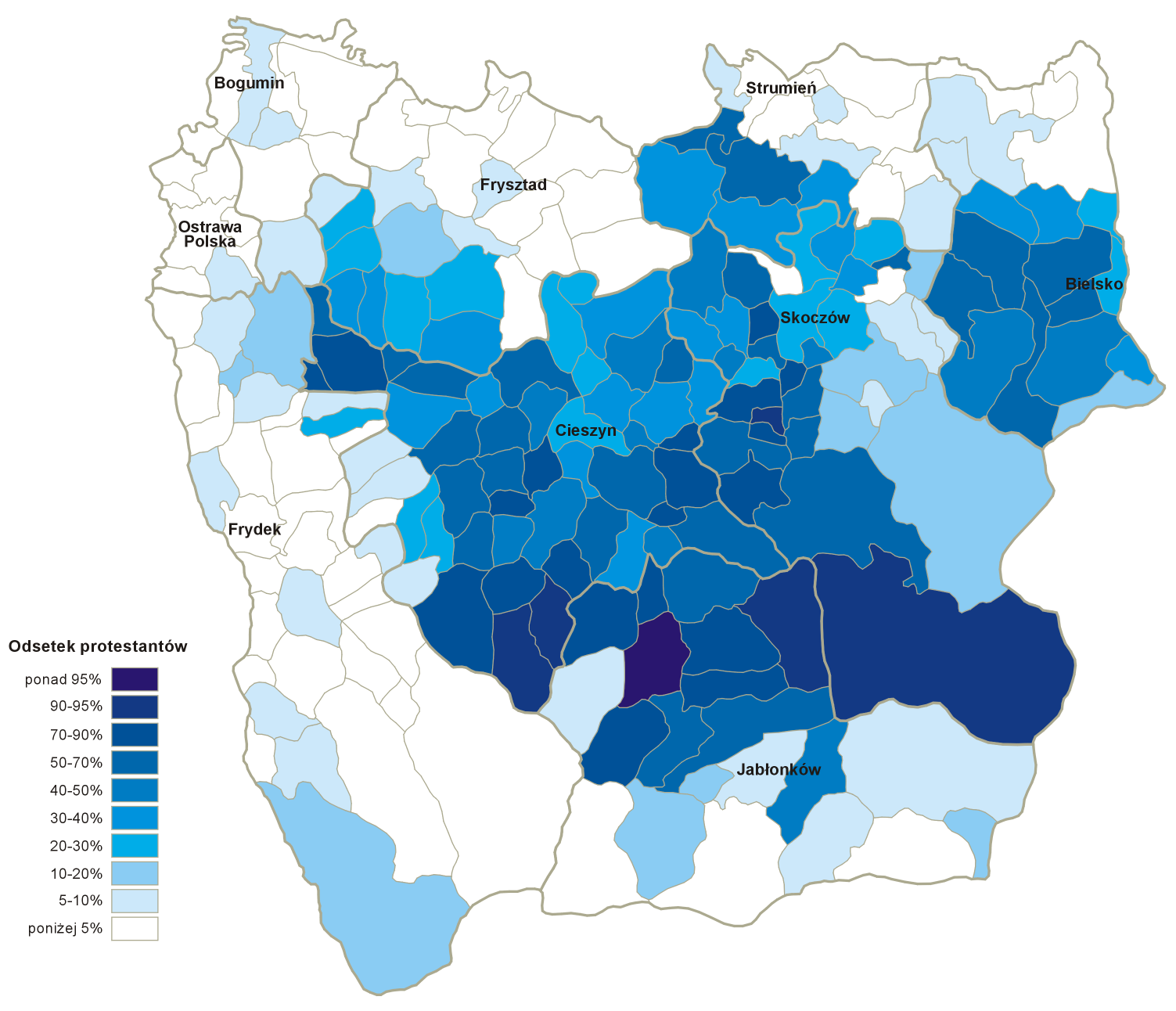
Odsetek protestantów w gminach Księstwa Cieszyńskiego w 1910 roku

Okres kontrreformacji zakończył się wydaniem Patentu Tolerancyjnego (1781, na Śląsku ogłoszony dopiero w 1782 w zmodyfikowanej formie) cesarza Józefa II. W miejscowościach zamieszkałych przez znaczny odsetek ewangelików zezwolono budować domy modlitwy (bez wieży) i mieć szkoły wyznaniowe. Miejscowi ewangelicy włączeni zostali do struktury organizacyjnej ewangelickich kościołów w Austrii, stając się częścią senioratu śląskiego i superintendentury (diecezji) morawsko-śląskiej. Dzięki wydaniu tego patentu do cieszyńskiego kościoła-matki dołączyły nowe zbory w regionie: Bielsko (gdzie powstał tzw. Bielski Syjon), Jaworze, Błędowice, Ligotka Kameralna, Wisła, Bystrzyca, Ustroń, Goleszów, Nawsie, Drogomyśl, Stare Bielsko.
W 1790 na Śląsku Cieszyńskim mieszkało 35 334 protestantów (29,02%).

## Równouprawnienie

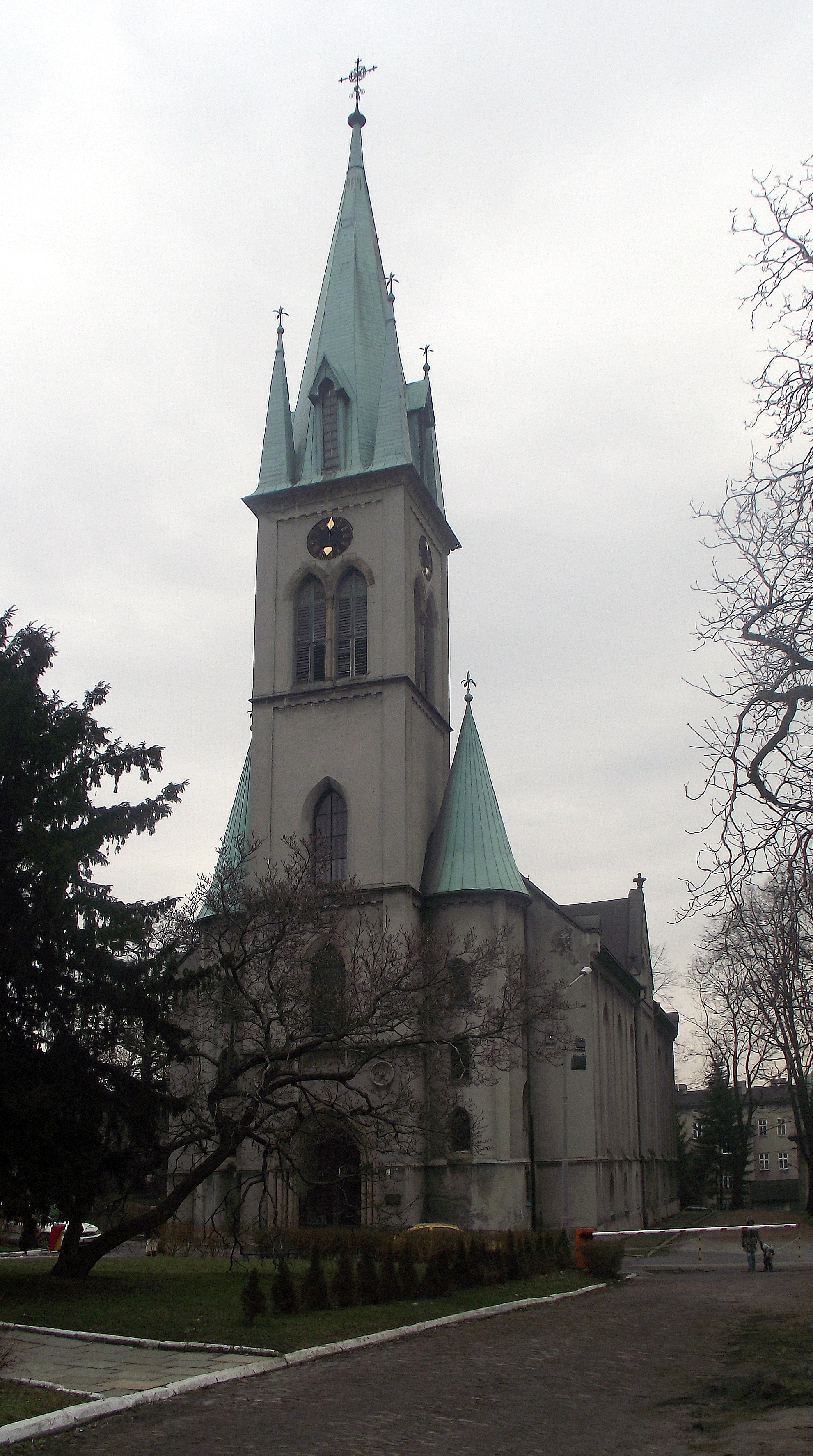
Kościół Zbawiciela w Bielsku-Białej – główna budowla Bielskiego Syjonu

Równouprawnienie katolików i ewangelików nastąpiło w wyniku Wiosny Ludów w 1849, kiedy zagwarantowano innowiercom pełne prawa obywatelskie i wolność wyznania.
Patent Protestancki z 1861 zagwarantował ewangelickim kościołom prawo do samorządu. Ewangelicy Śląska Cieszyńskiego – stanowiący wówczas ok. 25% mieszkańców regionu, w ok. 80% polskojęzycznych – przystąpili do energicznego organizowania życia kulturalnego i zakładania nowych zborów. Jako pierwszy w regionie po wydaniu Patentu Protestanckiego zorganizował się zbór w Orłowej, gdzie wybudowano własny kościół poświęcony w 1862. W 1875 odłączył się od niego mający charakter czeski zbór filialny w Morawskiej Ostrawie. W 1888 jako zbór filialny zorganizował się Bogumin, gdzie 2/3 stanowili Niemcy a 1/3 Polacy. W 1865 przy nowym kościele zorganizował się zbór w Skoczowie, w 1866 zbór w Międzyrzeczu, w 1869 powstał zbór filialny Ligotki Kameralnej w Starych Hamrach, a w 1888 stacja kaznodziejska w Lipinach przy Frydku (jako filia od 1896). W 1902 powstał zbór w Trzyńcu. W 1909 funkcjonowało na Śląsku Cieszyńskim 18 samodzielnych zborów luterańskich, dodatkowo część śląskich miejscowości obejmował zbór w Morawskiej Ostrawie.
Bezpośrednio po Wiośnie Ludów ludność ewangelicka pozostawała w zasadzie poza zasięgiem rodzącego się polskiego ruchu narodowego, pomimo że jego czołowym działaczem był ewangelik Paweł Stalmach. Wiązało się to z postawą większości pastorów idącej za stwierdzeniem „Wiara ewangelicka jest niemiecka, dlatego musi iść z Niemcami”. W odpowiedzi na Tygodnik Cieszyński, Karol Kotschy, pastor w Ustroniu, wraz z Andrzejem Źlikiem, profesorem gimnazjum ewangelickiego w Cieszynie, zaczął wydawać tygodnik Nowiny dla ludu wiejskiego. Sytuacja zaczęła się nieco zmieniać pod koniec lat 60. XIX wieku. W 1865 Jerzy Heczko z Ligotki Kameralnej wydał kancjonał w języku polskim, który zastąpił dotąd stosowany dialekt morawski – początkowo z wyjątkiem Wisły i Nawsia. Zbór w Nawsiu był jeszcze pod opieką (do 1874) pochodzącego ze Vsetína popularnego czeskiego pastora, Jana Winklera, który już na początku lat 40. XIX wieku wyrażał nadzieję, że w przyszłości miejscowi polskojęzyczni ewangelicy poczują przynależność do narodu czeskiego. W 1866 do Cieszyna z Warszawy przybył ksiądz Leopold Otto, który zaangażował się w polską działalność narodową, skupiając wokół siebie grupkę przyszłych polskich ewangelickich działaczy narodowych, jak Jan Śliwka. Byli oni zwalczani przez superintendenta Theodora Haasego, który wydawał gazetę „Nowy Czas. Tygodnik polityczny”. Po jego śmierci w 1909 rolę tę przejęła wówczas ukonstytuowana Śląska Partia Ludowa. Jej zwolennicy nazywani byli ślązakowcami, od gazety „Ślązak”, lub kożdoniowcami, od jego przywódcy Józefa Kożdonia. W opozycji do nich stał obóz narodowo-polski, tzw. michejdowcy (część skupiona wówczas wokół Jana Michejdy). Sami ślązakowcy oceniali, że ich zwolennikami jest 3/4 ewangelików, w tym w największym odsetku w większościowo ewangelickich gminach wiejskich w okolicy Skoczowa.
Na początku XX wieku wśród miejscowych ewangelików powstał ruch społecznościowy, z którego wyłonił się ruch religijny o charakterze zielonoświątkowym; w 1910 ten ruch zielonoświątkowy został zarejestrowany przez władze Monarchii Austro-Węgierskiej pod nazwą Związek Stanowczych Chrześcijan.
Liczba ewangelików na Śląsku Cieszyńskim rosła, ale jej procentowy udział wykazywał tendencję spadkową: 77 077 (25,7%) w 1890, 83 492 (22,6%) w 1900, 93 566 (21,5%) w 1910. W roku 1912 w senioracie śląskim w 25 zborach żyło 106 713 ewangelików, co stanowiło 17,96% wszystkich ewangelików Austrii.
Kościół ewangelicki zrzeszał pod koniec I wojny światowej w 18 zborach około 96 tysięcy wyznawców, z czego 20 000 Niemców, 69 000 Polaków i 7 tysięcy Czechów (według kryterium językowego).
Po zakończeniu wojny przedstawiciele Polaków zrzeszonych w miejscowym Kościele ewangelicko-augsburskim opowiedzieli się za przyłączeniem całości obszaru Księstwa Cieszyńskiego do Polski i wystąpili o przyłączenie do Konsystorza w Warszawie. Uroczysty akt połączenia podpisano 20 grudnia 1918 w Kościele Jezusowym w Cieszynie. Z kolei Związek Ewangelików Śląskich, związany z ruchem ślązakowskim, 23 marca 1919 roku wystosowali do Ententy referat z prośbą o włączenie do Czechosłowacji jako kraju kultury zachodniej; twierdził on, że w znacznej większości zborów powiatu bielskiego przewagę mieli przeciwnicy Polski, a deklaracja propolska była nielegalna i nieuzgadniana z władzami konkretnych prezbiterstw.
Konflikt polsko-czechosłowacki w 1919 i późniejsze spory terytorialne, rozstrzygnięte uchwałą Rady Ambasadorów w Paryżu (podział Śląska Cieszyńskiego między Polskę i Czechosłowację w 1920), spowodował podział także parafii ewangelickich, 10 znalazło się po stronie polskiej i 8 po czechosłowackiej. Te, które znalazły się na tzw. Zaolziu (6 zborów) utworzyły odrębny Kościół Ewangelicki Augsburskiego Wyznania na Śląsku Wschodnim w Czechosłowacji.

## W Polsce
Według spisu ludności w 1921 w polskiej części Śląska Cieszyńskiego ewangelików było 41 888 (prawie 30%), z czego 28 523 narodowości polskiej a 13 312 narodowości niemieckiej
Kościół ewangelicko-augsburski (tak jak wszystkie inne wyznania niekatolickie) nie miał pełni praw w II Rzeczypospolitej. Ludność katolicka napłynęła do takich ośrodków turystycznych jak Wisła, która po wybudowaniu tam rezydencji prezydenta (tzw. Zameczek Prezydencki), stała się najmodniejszym kurortem obok Zakopanego. W 1925 liczba ewangelików w polskiej części regionu wynosiła 43 723, a w 1937 47 260.
II wojna światowa miała dla ewangelików Śląska Cieszyńskiego tragiczne następstwa: Niemcy zamordowali wielu pastorów i innych pracowników parafii. Po wojnie region opuściła kilkunastotysięczna społeczność niemieckich ewangelików, głównie z Bielska i okolic.
W PRL-u miejscowi ewangelicy byli zaledwie tolerowani; ograniczono działalność parafialną i wydawniczą do minimum, uniemożliwiono prowadzenie placówek oświatowych, a w latach 60. zlikwidowano cmentarz ewangelicki obok Kościoła Jezusowego i zburzono zabytkowe nagrobki.
W latach 1968–1972 znaczna grupa miejscowych chrześcijan związanych z ruchem zielonoświątkowym (Stanowczych Chrześcijan) przesiedliła się w Beskid Niski i zamieszkała w trzech opuszczonych wsiach (Wola Piotrowa, Puławy i Wisłoczek), tworząc w każdej z nich zbór. Dało to początek Ewangelicznej Wspólnocie Zielonoświątkowej.
Po 1989 ożywiła się działalność parafii ewangelickich: w 1993 otwarto Liceum Ogólnokształcące Towarzystwa Ewangelickiego w Cieszynie, działają chóry, 8 Kół Młodzieżowych; w Dzięgielowie działa Diakonat Eben-Ezer, Dom Opieki „Emaus” i Centrum Misji i Ewangelizacji. Od 1992 zaczęto wydawać w Cieszynie „Informator Parafialny”, przekształcony w 1997 w „Gazetę Ewangelicką” o zasięgu krajowym.
Inne liczniejsze wyznania protestanckie w tym regionie to: Kościół Zielonoświątkowy, Zbór Stanowczych Chrześcijan w RP (w Wiśle-Malince) i Chrześcijański Kościół „Maranatha” w Wiśle oraz Adwentyści Dnia Siódmego, Kościół Chrześcijan Wiary Ewangelicznej, Kościół Wolnych Chrześcijan i baptyści.

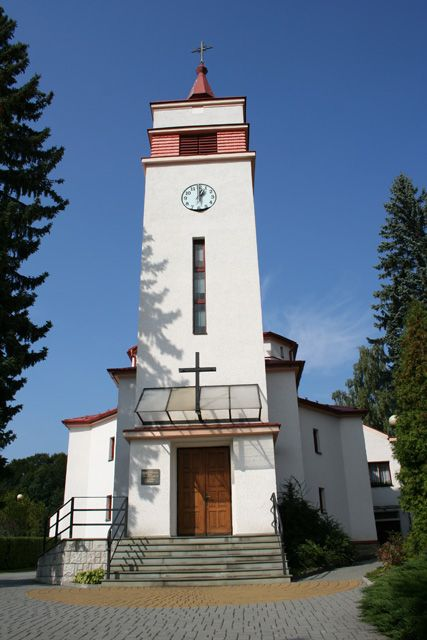
Kościół Śląskiego Kościoła Ewangelickiego Wyznania Augsburskiego w Trzanowicach

## W Czechosłowacji i Czechach
Po 1920 sześć polskojęzycznych zborów luterańskich, które zostały włączone do Czechosłowacji (Błędowice, Bystrzyca, Ligotka Kameralna, Nawsie, Orłowa i Trzyniec) utworzyło odrębny Kościół Ewangelicki Augsburskiego Wyznania na Śląsku Wschodnim w Czechosłowacji, który został oficjalnie uznany w dniu 24 maja 1923. Miał wówczas charakter zdecydowanie polski, jako że dominującą liczebnie grupą byli w nim Polacy, którzy według danych ze spisu powszechnego z 1930 roku stanowili 64,5% jego członków, stanowiąc jednocześnie ok. 33% polskiej mniejszości w regionie. Niektórzy duchowni byli zaangażowani do działalności dywersyjnej we współpracy z Polską. Z kolei zbory luterańskie w Boguminie i Frydku przyłączyły się do Niemieckiego Kościoła Ewangelickiego w Czechach, na Morawach i na Śląsku. Wkrótce dołączył do nich zbór w Czeskim Cieszynie, od którego z kolei odłączył się polski zbór. Ewangelicki Kościół Czeskobraterski w czeskiej części regionu obejmował cztery zbiory (Stare Hamry, Frydek, Czeski Cieszyn i Morawska Ostrawa). Głównym ośrodkiem Związku Stanowczych Chrześcijan stała się willa w Gródku. W okresie międzywojennym na Zaolziu rozwijał się również ruch Wolnych Chrześcijan i adwentystyczny. W 1926 w Morawskiej Ostrawie powstał zbór metodystyczny, który objął cały czeski Śląsk Cieszyński, ze stacjami kaznodziejskimi w Bystrzycy i Ropicy. Nieco protestanckiego charakteru nabierał również Kościół Czechosłowacki, do którego w 1921 przynależność zgłosiło 23 231 osób, rosnąc do poziomu 30 269 w 1930.
W 1938 Zaolzie zostało włączone do Polski, a miejscowy Kościół luterański połączył się z polskim Kościołem ewangelicko-augsburskim. Już rok później, po włączeniu całego Śląska Cieszyńskiego do III Rzeszy ten Kościół został podporządkowany niemieckiemu konsystorzowi we Wrocławiu. Większość polskich duchownych została pozbawiona parafii, a nabożeństwa mogły odbywać się wyłącznie w języku niemieckim.
Po upadku III Rzeszy Zaolzie znowu włączono do Czechosłowacji. Podobnie jak po stronie polskiej region musiała opuścić licząca tu kilka tysięcy osób niemiecka społeczność ewangelicka. Władze odmawiały uznania Śląskiego Kościoła Ewangelickiego (w ramach planu zacierania polskiego charakteru Zaolzia), a Ewangelicki Kościół Czeskobraterski przy poparciu władz podjął starania o włączenie tego Kościoła do swoich struktur. Dzięki zdecydowanemu sprzeciwowi ŚKE plan ten nie udał się, ale Kościół został uznany przez państwo komunistyczne dopiero w 1948.
W 1950 Kościół pod naciskiem władz komunistycznych zmienił polską nazwę na dwujęzyczną: Śląski Kościół Ewangelicki Augsburskiego Wyznania / Slezská církev evangelická a. v. Powstały nowe zbory i utworzono dwa senioraty. W 1956 ŚKEWA został członkiem Światowej Rady Kościołów i Światowego Związku Luterańskiego.
W odróżnieniu od Czech, które pod władzą komunistów w szybkim tempie sekularyzowały się, na Zaolziu, dzięki aktywnej i nielegalnej działalności misyjnej i oświatowej ŚKEWA (pod kierownictwem pastora Władysława Santariusa) powstawały religijne kółka samokształceniowe, a nawet organizowano zjazdy i obozy młodzieżowe oraz wydawano nielegalną prasę religijną.
Po upadku rządów komunistów w Czechosłowacji, 16 marca 1991 synod ŚKEWA w Trzanowicach odwołał biskupa i jego zastępcę. Ci nie uznali decyzji synodu i 19 stycznia 1995 doprowadzili do utworzenia nowego Kościoła pod nazwą Luterański Ewangelicki Kościół Augsburskiego Wyznania w Republice Czeskiej.
ŚKEWA nadal prowadzi aktywną działalność religijną, wydawniczą i oświatową oraz zyskuje wyznawców. W 1998 utworzono pięć senioratów.
Obok ŚKEWA i LEKWA na czeskim Śląsku Cieszyńskim działają: Ewangelicki Kościół Czeskobraterski (zbory w Czeskim Cieszynie, Frydku-Mistku, Orłowej, Szonowie), Kościół Braterski (zbory w Czeskim Cieszynie, Suchej Górnej, Gródku, Trzyńcu-Lesznej i Trzyńcu-Łyżbicach), Czeski Kościół Apostolski (zielonoświątkowy) (te dwa ostatnie Kościoły są spadkobiercami ruchu Stanowczych Chrześcijan), a także Zbory Chrześcijańskie (Wolni Chrześcijanie) i inne mniej znane i liczne ugrupowania protestanckie.

## Wybitni działacze ewangeliccy Śląska Cieszyńskiego
- Jerzy Trzanowski (1592–1637) pastor, autor największego zbioru pieśni religijnych Cithara sanctorum (popularnego wśród polskich, czeskich i słowackich ewangelików przez przeszło 300 lat).
- Jan Muthmann (1685–1747) pierwszy polski pastor, pietysta, autor pierwszej polskiej książki na Śląsku Cieszyńskim.
- Johann Adam Steinmetz (1689–1762) niemiecki pastor, pietysta, pedagog.
- Samuel Ludwik Zasadius lub Sassadius (1695–1755) polski pastor, pietysta.
- Jerzy Sarganek (1702–1743) ewangelicki nauczyciel, autor czeskich, niemieckich i łacińskich pism religijnych, pietysta.

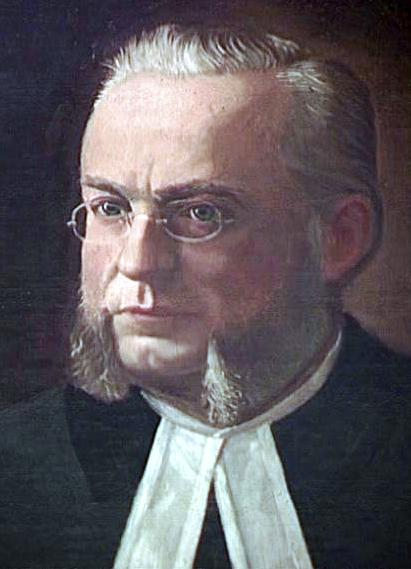
Ks. Jan Pindór

- Jan Traugott Bartelmus (1735–1809) superintendent Moraw, Śląska Austriackiego i Galicji, członek konsystorza.
- Karol Kotschy (1789–1856) pastor, teolog, botanik, znawca pomologii i badacz flory beskidzkiej. Propagował oświatę i kulturę polską.
- Jan Śliwka (1823–1874) nauczyciel szkoły ludowej, autor polskich podręczników.
- Paweł Stalmach (1824–1891) długoletni redaktor pierwszej polskiej gazety „Gwiazdka Cieszyńska”, wydawanej w Cieszynie.
- Gottlieb Biermann (1828–1901) nauczyciel w gimnazjum ewangelickim, historyk Śląska Cieszyńskiego.
- Andrzej Cinciała (1825–1898) prawnik, badacz folkloru i publicysta.
- Theodor Haase (1834–1909) polityk i pastor ewangelicki, morawsko-śląski superintendent Kościoła ewangelicko-augsburskiego.
- Jerzy Badura (1845–1911) pastor i publicysta.
- Franciszek Michejda (1848–1929) pastor, redaktor i wydawca wielu pism, założyciel Towarzystwa Ewangelickiego Oświaty Ludowej.
- Jan Michejda (1853–1927) brat Franciszka, prawnik, poseł, współtwórca polskiej Rady Narodowej Śląska Cieszyńskiego, pierwszy polski burmistrz Cieszyna.
- Jan Pindór (1852–1924) pastor, tłumacz licznych pism religijnych.
- Józef Kożdoń (1873–1949) założyciel i przywódca Śląskiej Partii Ludowej oraz współzałożyciel i sekretarz generalny Związku Ślązaków na Śląsku Cieszyńskim.
- Karol Kulisz (1873–1940) pastor, męczennik, działacz ruchu społecznościowego.
- Andrzej Buzek (1885–1971) pastor, autor wielu publikacji o historii Kościoła i protestantyzmu.
- Karol Hławiczka (1894–1976) pianista, kompozytor, pedagog, historyk muzyki, chopinolog, popularyzator kultury religijnej i działacz ruchu społecznościowego.
- Władysław Santarius (1915–1989), pastor, przywódca ruchu przebudzeniowego w Czechosłowacji w 2. połowie XX wieku.
- Leopold Otto (1819–1882) działacz narodowy, pastor parafii w Cieszynie.
- Andrzej Wantuła (1905–1976) biskup Kościoła Ewangelicko-Augsburskiego w PRL, długoletni proboszcz parafii w Wiśle.